# Vatra Games
Vatra Games — ныне не существующая чешская компания, разработчик компьютерных игр. Была основана в 2009 году корпорацией Kuju Entertainment в Брно, Чешская Республика. Компания специализировалась на играх в жанрах action и FPS.
В июле 2012 года, некоторое время спустя после выпуска Silent Hill: Downpour, Kuju Entertainment завершила контракт с Vatra Games. Спустя два месяца Vatra Games была объявлена банкротом.

## Разработанные игры
- Rush'n Attack: Ex-Patriot (2011)
- Silent Hill: Downpour (2012)